# ションバーグ黒人文化研究センター
ションバーグ黒人文化研究センター（ションバーグこくじんぶんかセンター、英: Schomburg Center for Research in Black Culture）はニューヨーク公共図書館の研究図書館のひとつで、世界中のアフリカ系の人々に関する情報の保存機関である。ニューヨーク市マンハッタンに近いハーレムに位置し、レノックス通り（マルコムX通り）515丁目、135丁目通りと136丁目通りの間にある。センターは設立当初からハーレムのコミュニティーに欠かせない存在だった。このセンターはアフリカ系プエルトリコ人の学者アーサー・アルフォンソ・ションバーグに因んで名づけられた。
センターの資料はアートと工芸部門、ジーン・ブラックウェル・ハトソン総合研究調査部門、原稿及びアーカイブと貴重書部門、動画と録音資料部門、写真と印刷物部門の5つの部門に分かれている。
センターでは研究サービスに加え、読書会、ディスカッション、アートエキシビジョン、演劇イベントなどを開催している。センターは一般に公開されている。

## 初期の歴史

### 135丁目分館
1901年、アンドリュー・カーネギーなニューヨーク市に65の図書館分館を建設するため5,200,000ドルを寄付することに概ね同意した。市が土地を提供し、建物が完成したら市が建物を管理するという条件だった。1901年の後半、カーネギーはニューヨーク市と契約を結び、図書館を建設するための土地を購入できるよう、市に寄付をした 。マッキム・ミード＆ホワイトが建築家として選ばれ、チャールズ・フォレン・マッキムは西135通り103番地にイタリア・ルネッサンスのパラッツォ様式の図書館を設計した。1905年7月14日の開館当時、図書館には10,000冊の図書があり、担当司書はガートルード・コーエンだった。

### ローズの在職期間 (1920–1942)

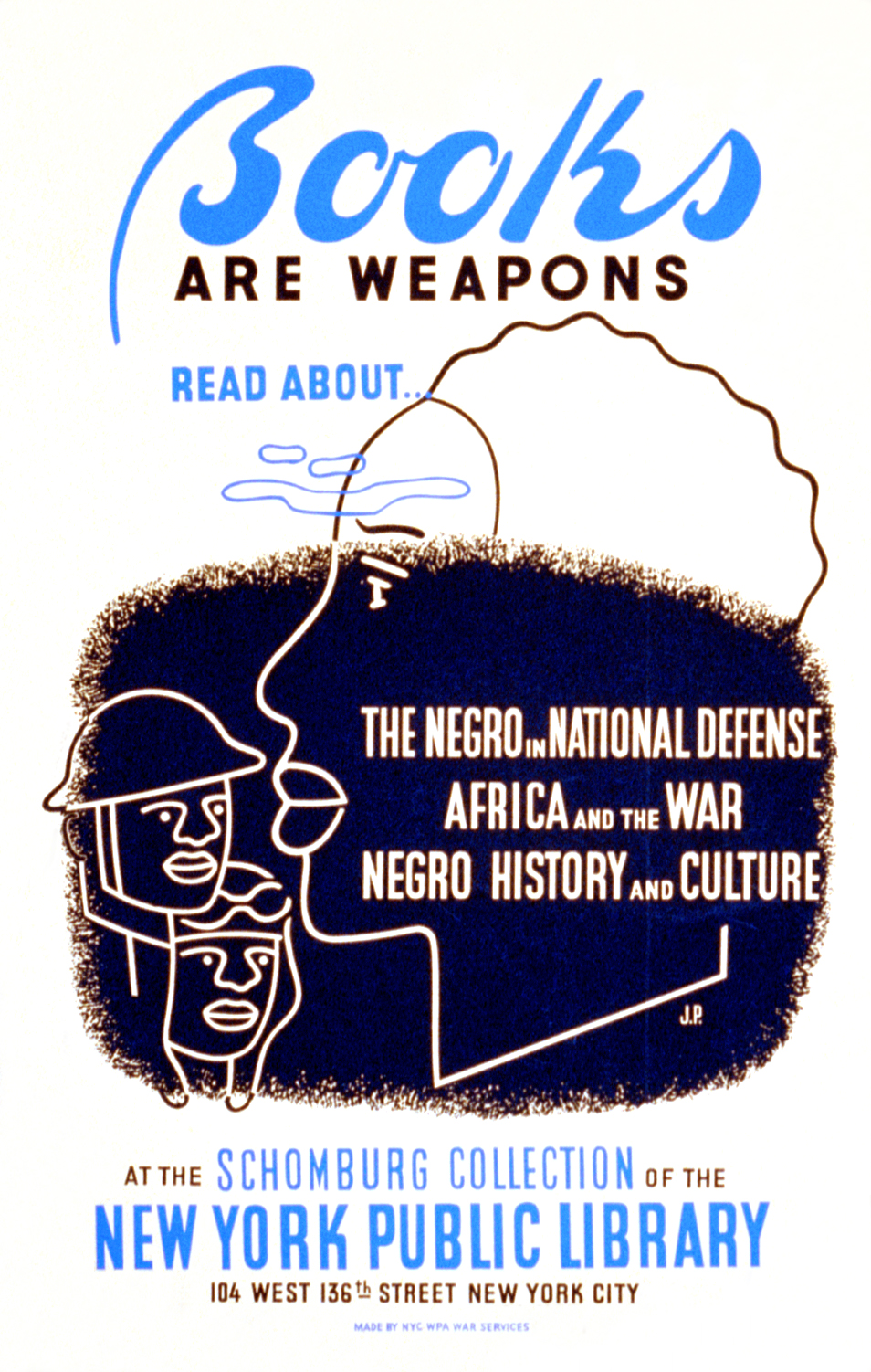
World War II-era WPA poster promoting use of the Schomburg Collection of the New York Public Library (Federal Art Project 1941–43)

1920年、アーネスティン・ローズ（1880年にニューヨーク州ブリッジハンプトン生まれの白人女性）が分館の司書になった。 彼女はすぐにすべての白人の図書館員を統合した 。ニューヨーク公共図書館に初めて雇用されたアフリカ系アメリカ人のキャスリーン・アレン・ラティマ―は、数か月後、ロベルタ・ボスリー と同じようにローズと共に働くために送り込まれた。しばらくして、サディ・ピーターソン・デラニー が雇われた。同時に、彼らは図書館の利用者の生活と読書を結び付けるよう支援する計画を作り、学校やコミュニティー内の社会組織と協力した 。
1921年、図書館はハーレムでアフリカ系アメリカ人の芸術の初めての展覧会を行った。これは毎年恒例のイベントになった。図書館は急成長するハーレム・ルネサンスの中心になった。1923年、135丁目分館はニューヨーク市で唯一黒人の図書館員を雇用しており、その結果、レジーナ・M・アンダーソンがニューヨーク公共図書館に雇われた時、彼女は135丁目分館に勤務することになった。
ローズは1923年、アメリカ図書館協会に報告書を発行し、黒人に関する本や黒人によって書かれたものへのリクエストが高まっており そして専門的な訓練を受けた非白人の司書への需要も高まっていると述べた。 1924年後半、ローズはミーティングを開き、アーサー・アルフォンソ・ションバーグ、 ジェームズ・ウェルドン・ジョンソン、 ヒューバート・ハリソンを含む出席者たちは貴重書の保存にフォーカスし、アフリカ系アメリカ人に関するコレクションを充実させるための寄付を募ると決めた。1925年5月8日、ニューヨーク公共図書館の一部門である「黒人文学、歴史と印刷物」部門としてスタートした。1926年、ションバーグは自身が持つアフリカ系アメリカ人文学のコレクションを一般に公開するために売却したいと考えていた。しかし彼はこのコレクションをハーレムに留めておきたかった。ローズと米国都市同盟はカーネギー財団にションバーグに1万ドルを払いそのコレクションを図書館に寄贈するよう説得した。1926年、ションバーグの個人コレクションが加わったことでセンターのコレクションは高く評価された。コレクションを寄付することで、ションバーグは黒人が他の人種に劣らない歴史と文化を持っていることを証明しようとした。 ションバーグの5,000に上るコレクションが寄付された。
1929年、アンダーソンは昇進を希望したが叶えられず、差別によって昇進できなかったと考え、W.E.B.デュボアとウォルター・フランシス・ホワイトに援助を願った。彼女に代わってデュボアとホワイトが送った書状と、ホワイトによるボイコットの後、アンダーソンは昇進し、リビングトン通りの分館に異動した。
1930年までに、センターは18,000の資料があった。1932年、ションバーグは彼のコレクションの初めての学芸員になり、彼が亡くなる1938年まで在任した。1935年、センターは障害があって図書館に行くことができない人に週1回本を届けるプロジェクトを開発した。ローレンス・D・レディックは黒人文学のションバーグコレクションの2番目の学芸員になった
。レドリックの要請により、1940年10月、黒人の歴史・文学及び出版物部門全体がションバーグ黒人歴史文学コレクションと改名された。
1942年、図書館を増築し、図書館の蔵書が40,000冊になった頃、ローズは引退した。ドロシー・ロビンソン・ホーマーは135番通りの市民委員会がローズを黒人の図書館員と置き換えるよう要求したので、彼女を分館の図書館員に置き換えた。

### カウンティ・カレン分館
図書館増築後、図書館は「カウンティ―・カレン図書館」分館として知られるようになった 。そして、135丁目分館はカウンティ―・カレン分館の元の場所とみなされているが、その名前は西136通りに拡張された部分にのみ使われている。 
ホーマーは青少年向けの本の部屋を作り、地下室にアメリカ黒人劇場を作り、それがブロードウェイに移設されたアンナ・ルカスタ劇場を生み出した。ホーマーはアート、音楽、演劇のコミュニティ・センターを構築することに重点を置いていた。ホーマーはすべての人種の、まだ若く知られていない芸術家の作品を展示した。
第二次世界大戦後、ホーマーは市民の精神を高めるために毎月の演奏会を始めたが、演奏家と観客が練習を続けることを要求したことで継続された。

### ハトソンの在職期間 (1948–1980)
1948年、ジーン・ブラックウェル（後のジーン・ブラックウェル・ハトソン）はセンターの所長に指名された。1966年のスピーチで、ハトソンはションバーグコレクションの危機的な状況について警告した。
1971年、センターはションバーグコーポレーションによる民間資金の援助を受け始めた。次の年、ニューヨーク市からの資金は西135通り103番地の建物の改修に充てられ、 その建物の名前も「黒人文化研究のためのションバーグコレクション」と改められた。 同時に、すべてのションバーグコレクションが様々な分館から集められ、センターに送られた。1972年、この図書館はニューヨーク公共図書館の研究図書館のひとつに指定された。
1973年、レノックス通りの135丁目と136丁目の間にある建物を取り壊して新しい施設を建設するために購入された。この立地は他のコミュニティ機関と近く、またハーレム・ルネサンスの舞台だったため選ばれた。1978年、 レノックス通りと7番街通りの間にある135番通りの建物はアメリカ合衆国国家歴史登録財に登録された 1979年、 センターはアメリカ合衆国国家歴史登録財（NRHP）のリストに載った。。

## ションバーグ・センター

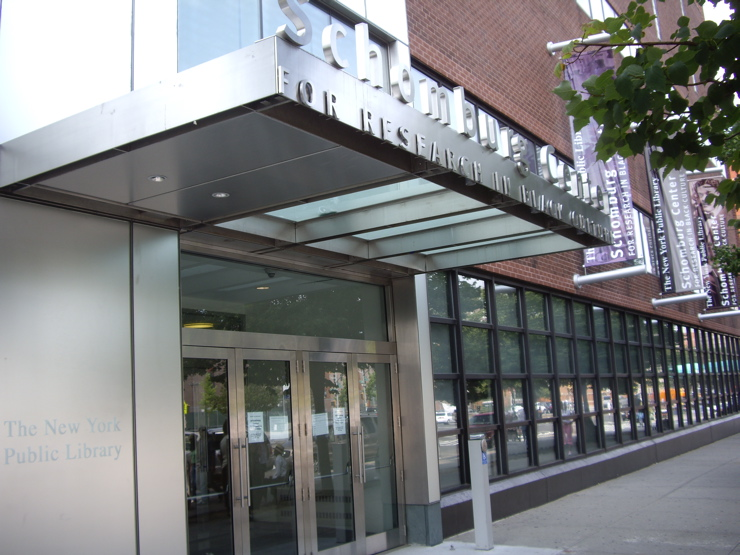
センターの入口

1980年、新しいションバーグ・センターがレノックス通り515番地に設立された。1981年、ションバーグ・コレクションを保管していた西135丁目の建物は、ニューヨーク市のランドマークに指定された。2016年、元の建物と今の建物は連絡便で結ばれており、アメリカ合衆国国定歴史建造物（National Historic Landmark）に指定されている。

### レイの在職期間 (1981–1983)
1981年、 ウェンデル・L・レイがセンターの所長になった。センターの原稿、アーカイブ及び貴重書部門を率いるためにアフリカ系アメリカ人を雇わず、代わりにロバート・モリスを雇うとレイが決定したのをきっかけに抗議が始まった。1983年、例は学術研究を追求するため辞任し、キャスリーン・フッカーが所長代理として指名された。

### ドッドソンの在職期間(1984–2011)
ハワード・ドッドソン は1984年に所長になった。そのころションバーグはそこを訪れる観光客や学童の文化施設として知られ、研究機能は学者だけが知っていた。1984年、ションバーグコレクションは500万点に達していた。1984年の1年間の利用者は4万人だった。1984年には、ションバーグ・センターはアフリカまたはその離散者のアートと文学のコレクションのための重要な機関として知られていた。1983年、ションバーグ・センターでは学者の滞在プログラムを開始した。1986年、「Give me your poor...」という展示が論争を巻き起こした。1987年3月、古い図書館を改修し、新しいセンターの機能と環境を高めるための公的資金調達キャンペーンがスタートした。
1991年、ションバーグセンターへの増築が完了した。彼はマルコムX通りの新しいセンターを拡張して講堂を含めるとともに、歴史的建造物の135丁目の古い建物につなげた。 「芸術及び工芸品部門」と「動画及び録音資料部門：は歴史的建物の中に収められた。2000年に、ションバーグセンターは「忘れないように：奴隷制に打ち勝つ」というタイトルの展示を行い、この展示は後にユネスコのスレイブ・ルート・プロジェクトの支援を受けて、10年以上に渡って世界中で開催された。 2005年に、ションバーグセンターはマルコムXに関する手紙、写真などの展示を行った。2007年、1100万ドルのプロジェクトでセンターの建物は改装・増築された。ションバーグセンターは2010年に年間12万人の来館者があった。ドッドソンは2011年早々に退職すると公表した。
2007年、ションバーグセンターはアフリカ人埋葬地国定記念碑のスポンサーの１つだった
。

### ムハンマドの在任期間 (2011–2016)
ハワード・ドッドソンが2010年に退職を公表した後 エリヤ・ムハンマドの孫で、インディアナ大学の歴史学教授の カリル・ギブラン・ムハンマドがドッドソンに代わると公表された。2011年の夏、ムハンマドはションバーグセンターの5番目の館長になった。 彼が掲げた目標は、ションバーグセンターが若者にとって注目の場所になり、地域社会と協力して、その誇りを強化するだけでなく、このセンターが世界中の黒人の歴史を明らかにするためのゲートウェイになることだった。7月、ションバーグセンターは「マルコムX：真実の探求」というタイトルで映像と写真の展示を始めた。

### ヤングの在任期間 (2016–現在)
2016年8月1日、ニューヨーク公共図書館は2016年の晩秋に詩人で学者のケヴィン・ヤングがこの図書館の館長になると発表した。 

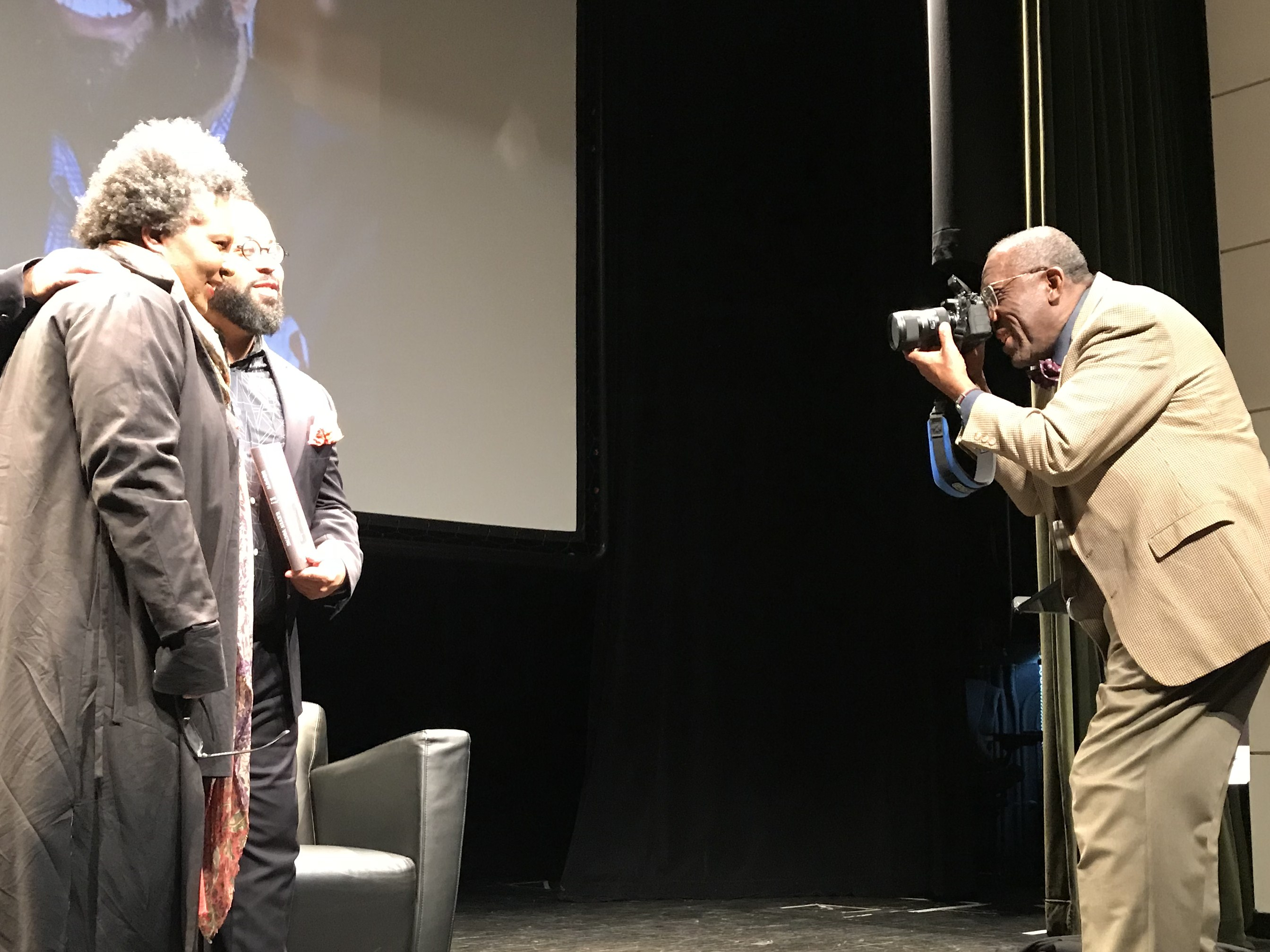
Bob Gore photographs Kevin Young and Claudia Rankin

## コレクション

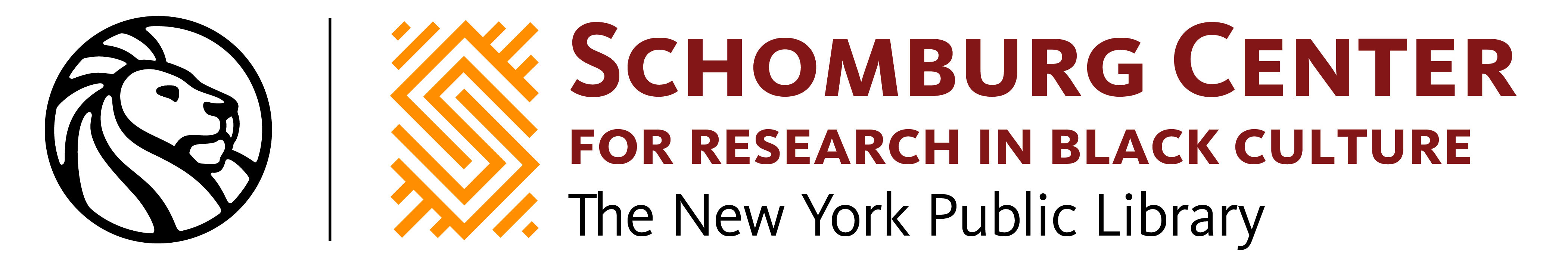
NYPL Schomburg Center for Research in Black Culture logo

ションバーグコレクションは1998年に米国の公共図書館で最も希少で最も有用なアフリカ中心主義の文化遺産であると見なされた 少なくとも2006年後半には、同国の中で最も有名なアフリカ系アメリカ人の資料と見なされている。2010年時点、このコレクションは1000万点の物があり、センターには署名もあり、フィリス・ホイートリーのサイン入り初版本の詩集、メルヴィル・J・ハースコヴィッツ、ジョン・ヘンリック・クラーク、 ロレーヌ・ハンズベリー、 マルコム・X そして ナット・キング・コールのアーカイブ資料があった このコレクションには国際労働者防衛や公民権会議、 新世界の交響楽団、そして全国黒人会議のファイルや論文も含まれていた。また、ローレンス・ブラウン (1893-1973)、ラルフ・バンチ, レオン・ダマス, ウィリアム・ピケンズ, ハイラム・ローズ・レベルス, クラレンス・キャメロン・ホワイトの論文も含まれている。このファイルは南アフリカのデニス・ブルータス防衛委員会（非公開）である。このコレクションには アレクサンダー・クルメルやジョン・エドワード・ブルースの写本、奴隷制度の写本、奴隷制度廃止論と西インド諸島の写本、そしてラングストン・ヒューズの手紙と未発表原稿も含まれていた。 また、コレクションには クリスチャン・フリートウッド、ポール・ロビンソン (制限付き), 、ブッカー・T・ワシントン 及びションバーグ自身の文書が含まれている。 これらには音楽の録音資料、黒人とジャズの定期刊行物、貴重書やパンフレット、何万もの芸術作品が含まれている。
センターのコレクションにはトゥーサン・ルーベルチュール が署名した文書や マーカス・ガーベイのスピーチの貴重な録音資料も含まれる。
ションバーグセンターはクロード・マッケイの文学における相続人代表としても活動している:ix。